# Poa araratica
Poa araratica là một loài thực vật có hoa trong họ Hòa thảo. Loài này được Trautv. miêu tả khoa học đầu tiên năm 1873.